# NGC 4002
NGC 4002 é uma galáxia espiral (Sab) localizada na direcção da constelação de Leo. Possui uma declinação de +23° 12' 10" e uma ascensão recta de 11 horas, 57 minutos e 59,3 segundos.
A galáxia NGC 4002 foi descoberta em 10 de Abril de 1785 por William Herschel.